# 液滴模型
液滴模型（えきてきもけい、英: liquid drop model）とは、原子核の性質を記述するモデルのひとつである。原子核を液体のしずくとして説明する。

## 概要
液滴模型による原子核の結合エネルギーは実験値とよく一致する。その基礎となる前提は、原子核の構成要素（核子すなわち陽子と中性子）どうしは強い核力により束縛されているが、その到達距離が非常に短いため、同時には直接隣り合った核子どうししか相互作用しないということである。すなわち、核物質を一種の液体（古典的なものではなく、量子液体もしくはフェルミ液体）と見なすことができる。このため、水分子からなる水のしずくと似て、全ての原子核は密度が同じであること、原子核が体積は保ちつつも文字通り変形することがあることを予想する。表面振動の結果として励起状態を解釈することができる。変形核や核分裂現象を、陽子・中性子からなる液体の表面張力とクーロン反発力のバランスという観点から説明する。この模型では、殻模型での一粒子運動では説明できない集団的な励起振動状態を、うまく説明することができた。
隣合う陽子同士の電気的反発（クーロン力）は、強い核力と比べれば弱いが、長い到達距離のために、核内の他の全ての陽子の影響を受けることになる。そのため、原子核は大きくなるほど、つまり陽子が多くなるほどに不安定化する。結果として、82個よりも多い陽子を含む元素に安定同位体は存在しない。

## 歴史
液滴モデルの基礎概念は、ジョージ・ガモフにより発展した。1935年、ヴァイツゼッカーはこれに基いてベーテ・ヴァイツゼッカーの公式を導出し、原子核の質量を精度良く再現することに成功した。1936年、ニールス・ボーアは液滴模型をさらに発展させ、原子核反応のありうる機構として複合核反応を提示した。リーゼ・マイトナーとオットー・ロベルト・フリッシュは、液滴模型を用いて1939年に核分裂反応を初めて説明し、原子力への道を開いた。 ハンス・ベーテとエンリコ・フェルミも貢献した。
しかし、1940年代に原子核が安定に存在する為の「魔法数」の存在が知られる様になり、それを液滴模型は説明する事が出来なかった。その後、魔法数は量子力学を考慮した殻模型によって説明された。ただし、逆に殻模型は原子核の集団運動（表面振動など）の効果を取り入れる事は困難であり、その後、液滴模型を主に、殻模型の効果を補正として取り入れる方法（殻補正法）が核分裂などを研究する為に用いられた（Strutinsky, 1966）。